# Palermo AC
Palermo Athletic Club – argentyński klub piłkarski z siedzibą w mieście Buenos Aires.

## Historia
Palermo Athletic w 1896 roku awansował do pierwszej ligi. W 1897 roku zajął 5 miejsce, a w 1898 przedostatnie 6 miejsce i utracił prawo gry w pierwszej lidze. Jeszcze w tym samym roku klub Palermo Athletic zakończył swą działalność.